# NGC 887
NGC 887 è una galassia a spirale barrata situata nella costellazione della Balena, a una distanza di circa 196 milioni di anni luce dalla nostra Via Lattea.

## Scoperta
La galassia è stata scoperta il 30 dicembre 1785 dall'astronomo britannico di origine tedesca William Herschel.

## Descrizione
NGC 887 ha una classe di luminosità III e presenta una larga riga a 21 cm dell'idrogeno neutro.